# Sofie Daelemans
Sofie Daelemans (Mechelen, 27 april 1991) is een Belgische atlete, die gespecialiseerd is in de sprint. Zij veroverde één Belgische titel.

## Biografie
Daelemans begon in 2002, na eerder geturnd te hebben, met atletiek. In 2012 werd ze voor het eerst Belgisch kampioene op de 400 m. In 2014 werd ze op de 4 × 400 m geselecteerd voor de Europese kampioenschappen. Als reserve kwam ze niet in actie. Eind 2014 begon een lange periode van inactiviteit wegens blessures.
Daelemans begon bij Regionale atletiekverenigingen Mechelen. Toen ze in Gent ging studeren, trainde ze bij de groep van Philip Gilson. Begin 2014 stapte ze over naar AC Meetjesland.

## Belgische kampioenschappen
Outdoor
| Onderdeel | Jaar |
| --------- | ---- |
| 400 m     | 2012 |

## Persoonlijke records
Outdoor
| Onderdeel | Prestatie | Wind     | Datum       | Plaats    |
| --------- | --------- | -------- | ----------- | --------- |
| 200 m     | 24,46 s   | +1,0 m/s | 6 juli 2013 | Brussel   |
| 400 m     | 54,48 s   |          | 8 juni 2013 | Kessel-Lo |

Indoor
| Onderdeel | Prestatie | Datum            | Plaats |
| --------- | --------- | ---------------- | ------ |
| 200 m     | 24,96 s   | 3 maart 2013     | Gent   |
| 400 m     | 56,89 s   | 15 februari 2014 | Gent   |

## Palmares

### 200 m
- 2012:  BK indoor AC – 25,34 s
- 2013:  BK indoor AC – 25,03 s

### 400 m
- 2012:  BK AC – 55,26 s
- 2013:  BK AC – 54,85 s
- 2014:  BK indoor AC – 56,89 s